# داراختر دم‌حنایی
داراختر دم‌حنایی (نام علمی: Chaetocercus jourdanii) گونه ای از مرغ‌های مگس در تبار عسل‌نوش‌تباران از زیرتیرهٔ مگس‌مرغیان (Trochilinae)، «مرغ‌های مگس زنبوری» است. در کلمبیا، ترینیداد و توباگو و ونزوئلا یافت می‌شود.
داراختر دم‌حنایی ۶ تا ۸ سانتیمتر (۲٫۴ تا ۳٫۱ اینچ) طول دارد. هر دو جنس از همه زیرگونه‌ها دارای یک منقار سیاه مستقیم و لکه‌های سفید در پهلوی خود و پشت بال هستند. نرهای این زیرگونه تنها در رنگ گلوبند خود متفاوت هستند: بنفش در نامزد، زرشکی گلگون در C. j. rosae، و گل سرخ کمتر ارغوانی در C. j. andinus. ماده‌ها در زیرگونه‌ها تفاوتی ندارند. نرها روتنه سبز بطری، سینه سفید و شکم سبز دارند. دم آنها عمیقاً دوشاخه است. پرها سیاه با محور نارنجی است. ماده‌ها در روتنه سبز برنزی و در پایین به رنگ حنایی هستند. دم دارای دو «لوب» گرد است. پرهای مرکزی سبز و بقیه دارچینی با نواری تیره نزدیک به انتهای آن هستند.